# Skybound Entertainment
Skybound Entertainment — американская развлекательная компания, основанная Робертом Киркманом и Дэвидом Альпертом. Сотрудничает с издательством Image Comics, от лица которого выпускаются комиксы. Компания известна франшизой «Ходячие мертвецы», а также серией комиксов «Неуязвимый», послужившей основой для одноимённого анимационного сериала.

## История

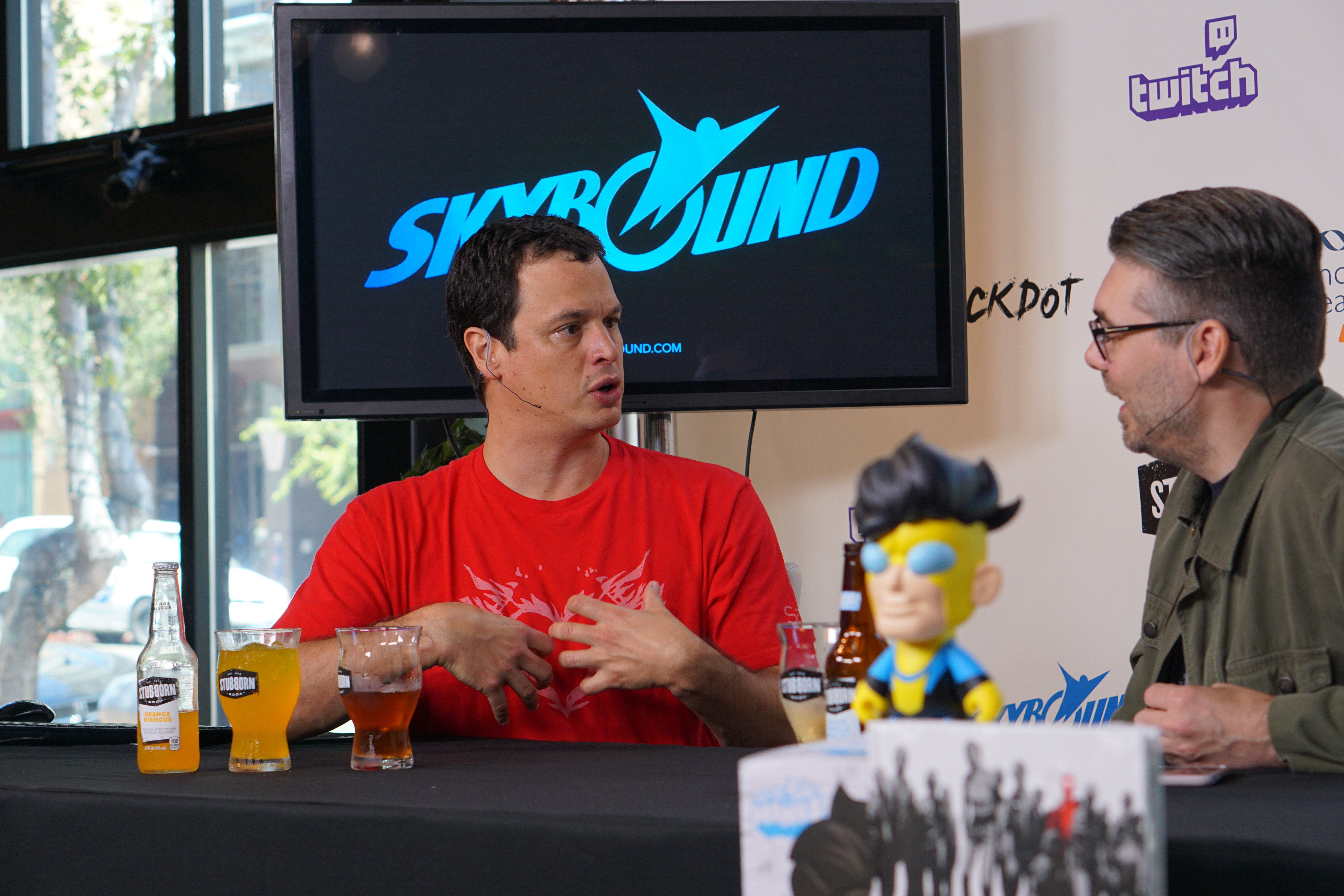
Генеральный директор Skybound Дэвид Альперт на прямой трансляции Skybound во время San Diego Comic-Con International в 2016 году

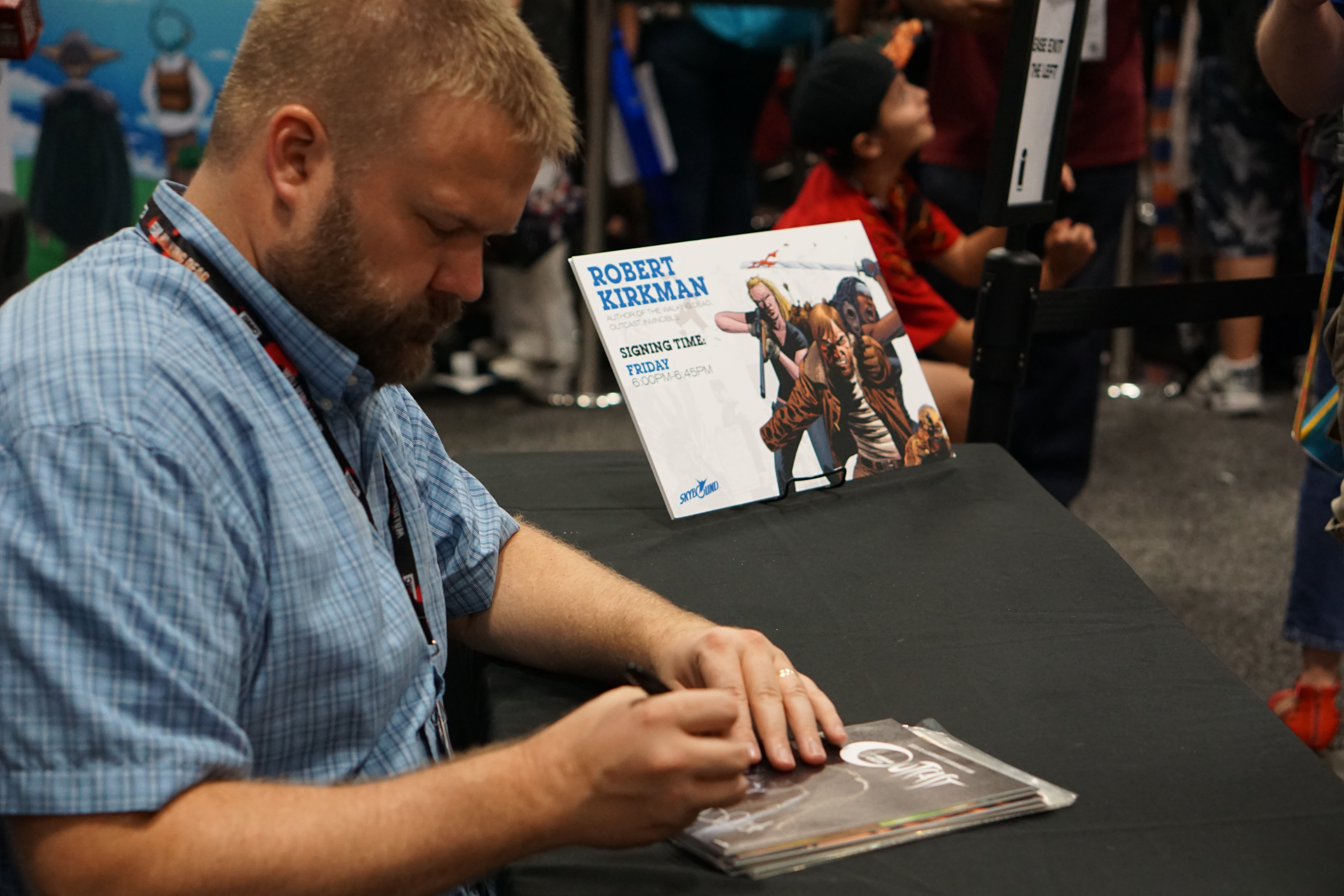
Роберт Киркман ставит автограф на стенде Skybound во время San Diego Comic-Con International в 2016 году

С момента основания в 2010 году компания работает в разных сферах развлечений, таких как: комиксы, игры, сериалы и фильмы.
В 2015 году Skybound спродюсировала фильм «Воздух» с участием Нормана Ридуса и Джимона Хонсу. В том же году было объявлено, что Spin Master Entertainment и Atomic Cartoons будут разрабатывать анимационный сериал на основе комикса «Супер Динозавр», который Киркман создал вместе с Джейсоном Ховардом в 2011 году. Сериал стартовал в 2018 году.
В 2016 году Skybound Entertainment расширила свою деятельность на международном уровне с открытием офиса Skybound North в Ванкувере во главе с бывшим руководителем анимационного отдела Lucasfilm Animation Кэтрин Уиндер. В том же году Skybound выпустила первый в истории повествовательный фильм в виртуальной реальности для платформы Samsung Milk VR, получивший название «Gone». Фильм рассказывает об исчезновении молодой девушки с игровой площадки, а также о путешествии членов семьи, во время которого они выясняют, что же произошло. Сериал снят в формате 360 градусов, его режиссёром стал Дж. Т. Петти.
В 2017 году компания создала собственную цифровую студию для онлайн-контента. В том же году компания открыла собственную студию для создания и распространения оригинального цифрового контента.
После успеха Дэвида Альперта и Роберта Киркмана с сериалом AMC «Ходячие мертвецы», дуэт объявил о своей второй телеадаптации комикса Киркмана «Изгой». В центре внимания сериала — главный герой Кайл Барнс, которого играет Патрик Фьюгит, сражающийся с демоном, который десятилетиями держит в страхе его маленький городок в Вирджинии. В сериала также снимались: Филип Гленистер, Брент Спайнер, Рег Е. Кэти и Ренн Шмидт. Сериал был выпущен 3 июня 2016 года на платформе Cinemax и продлился 2 сезона.
Также Skybound выпустила документальный сериал «Тайная история комиксов Роберта Киркмана», который рассматривает широкий круг тем из истории и мира комиксов. Премьера сериала состоялась на телеканале AMC 12 ноября 2017 года.
В 2017 году было объявлено, что в разработке находится фильм, основанный на втором по популярности комиксе Киркмана «Неуязвимый», продюсерами проекта выступили Сет Роген и Эван Голдберг. Исполнительным продюсером и создателем сериала выступит Роберт Киркман, написавший начало и финал сезона.
В 2018 году компания Skybound учредила студию Skybound Games для разработки компьютерных игр на основе своей интеллектуальной собственности и компанию Skybound Stories, совместное предприятие со Sky. В том же году Skybound выпустила хоррор-сериал «Lies Within», который стал первым проектом в рамках партнерства Skybound с компанией Delusion.
В 2019 году было объявлено, что Universal Pictures разрабатывает фильм, основанный на персонаже Ренфилде (вымышленный персонаж, появившийся в готическом романе ужасов Брэма Стокера 1897 года «Дракула»), на основе идеи Роберта Киркмана, режиссёром которого выступит Декстер Флетчер, а сценаристом Райан Ридли. Продюсерами фильма также станут Роберт Киркман, Дэвид Альперт, Брайан Ферст и Шон Ферст.
25 марта 2021 года вышла первая серия мультсериала "Неуязвимый".

## Список комиксов
| Год       | Русское Название   | Оригинальное название | Издатели                  | Создатели                               | Сценарист(ы)                                                   | Художник(и)                           |
| --------- | ------------------ | --------------------- | ------------------------- | --------------------------------------- | -------------------------------------------------------------- | ------------------------------------- |
| 2000-2007 | Боевой Папа        | Battle Pope           | Funk-O-Tron. Image Comics | Роберт Киркман Тони Мур                 | Роберт Киркман                                                 | Тони Мур                              |
| 2003-2018 | Неуязвимый         | Invincible            | Image Comics              | Роберт Киркман                          | Роберт Киркман                                                 | Кори Уокер Райан Оттли                |
| 2003-2019 | Ходячие мертвецы   | The Walkind Dead      | Image Comics              | Роберт Киркман Тони Мур                 | Роберт Киркман                                                 | Тони Мур (#1-6) Чарли Адлард (#7–193) |
| 2011-2013 | Знахарь            | Witch Doctor          | Skybound Entertainment    | Брэндон Сейферт Лукас Кетнер            | Брэндон Сейферт                                                | Лукас Кетнер                          |
| 2011-2014 | Супер Динозавр     | Super Dinosaurio      | Image Comics              | Роберт Киркман Джейсон Ховард           | Роберт Киркман                                                 | Джейсон Ховард                        |
| 2012-н.в  | Вор из воров       | Thief of Thieves      | Image Comics              | Роберт Киркман                          | Роберт Киркман Ник Спенсер Джеймс Асмус Энди Диггл Бретт Льюис | Шон Мартинбро                         |
| 2012-2014 | Клон               | Clone                 | Image Comics              | Дэвид Шульнер                           | Дэвид Шулнер Аарон Гинзбург Уэйд Макинтайр                     | Хуан Хосе Рип                         |
| 2013      | Дорога мёртвых тел | Dead Body Road        | Image Comics              | Джастин Джордан Маттео Скалера Дин Уайт | Джастин Джордан                                                | Маттео Скалера                        |
| 2014-2021 | Избранный          | Birthright            | Image Comics              | Джошуа Уильямсон Андрей Брессан         | Джошуа Уильямсон                                               | Андрей Брессан                        |
| 2014-2021 | Изгой              | Outcast               | Image Comics              | Роберт Киркман                          | Роберт Киркман                                                 | Пол Азасета                           |
| 2018-2022 | Песнь Обливиона    | Oblivion Song         | Image Comics              | Роберт Киркман                          | Роберт Киркман                                                 | Лоренцо де Феличи                     |
| 2018-н.в  | Грубый             | Crude                 | Image Comics              | Стив Орландо Гарри Браун                | Стив Орландо                                                   | Гарри Браун                           |
| 2023-н.в  | Соперники Пустоты  | Void Rivals           | Image Comics              |                                         |                                                                |                                       |
| 2023-н.в  | Трансформеры       | Transformers          | Image Comics              | Дэниэл Уоррен Джонсон Майк Спайсер      | Дэниэл Уоррен Джонсон                                          | Майк Спайсер                          |
| 2023-2024 | Дьюк               | Duke                  | Image Comics              |                                         |                                                                |                                       |
| 2024      | Командир Кобры     | Cobra Commander       | Image Comics              |                                         |                                                                |                                       |
| 2024      | Скарлетт           | Scarlett              | Image Comics              |                                         |                                                                |                                       |
| 2024      | Дестро             | Destro                | Image Comics              |                                         |                                                                |                                       |
| 2024-н.в  | Джи Ай Джо         | G.I.Joe               | Image Comics              |                                         |                                                                |                                       |

## Фильмография
| Год       | Название                           | Дистрибьютор                        | Производство                                                                                |
| --------- | ---------------------------------- | ----------------------------------- | ------------------------------------------------------------------------------------------- |
| 2010-2022 | Ходячие мертвецы                   | AMC Networks                        | совместно с Idiot Box Productions, Circle of Confusion, Valhalla Entertainment, AMC Studios |
| 2015-н.в  | Бойтесь ходячих мертвецов          | AMC Networks                        | совместно с Idiot Box Productions, Circle of Confusion, Valhalla Entertainment, AMC Studios |
| 2015      | Воздух                             | Vertical Entertainment              | совместно с Stage 6 Films, Automatik                                                        |
| 2016-2018 | Изгой                              | 20th Century Fox Home Entertainment | совместно с Circle of Confusion, Fox International Studios                                  |
| 2016      | Испугай PewDiePie                  | YouTube Red                         | совместно с Maker Studios                                                                   |
| 2018-2019 | Супер Динозавр                     | Spin Master Entertainment           | совместно с Spin Master Entertainment, Atomic Cartoons, Corus Entertainment                 |
| 2020-2021 | Ходячие мертвецы: Мир за пределами | AMC Networks                        | совместно с AMC Studios                                                                     |
| 2021-н.в  | Неуязвимый                         | Amazon Studios                      | совместно с Amazon Studios, Point Grey Pictures                                             |
| 2023      | Ренфилд                            | Universal Pictures                  | Skybound Entertainment                                                                      |

## Skybound Games
Skybound Games — американское игровое подразделение, специализирующегося на издании инди-игр.
Студия открылась в апреле 2018 года и одновременно с этим, компания подписала соглашения об издании консольных версий игр Slime Rancher и The Long Dark.
В октябре 2018 года после закрытия Telltale Games, Skybound Games объявили что будут работать над завершением двух последних эпизодов The Walking Dead: The Final Season, производство которых было завершено в срок. Также Skybound Games выпустила физические копии игры для PlayStation 4, Xbox One и Nintendo Switch.
В феврале 2019 года Skybound Games объявила о планах издать обновлённые версии шести классических игр Dungeons & Dragons: Baldur’s Gate, Baldur’s Gate II: Shadows of Amn, Baldur’s Gate: Siege of Dragonspear, Icewind Dale, Planescape: Tormentt и Neverwinter Nights.
| Год       | Название                                  | Издатель                        | Студия                                  |
| --------- | ----------------------------------------- | ------------------------------- | --------------------------------------- |
| 2012      | The Walking Dead: Season One              | Telltale Games                  | Telltale Games / Skybound Entertainment |
| 2013-2014 | The Walking Dead: Season Two              | Telltale Games                  | Telltale Games / Skybound Entertainment |
| 2016      | The Walking Dead: Michonne                | Telltale Games                  | Telltale Games / Skybound Entertainment |
| 2016-2017 | The Walking Dead: A New Frontier          | Telltale Games                  | Telltale Games / Skybound Entertainment |
| 2018      | Thief of Thieves                          | Skybound Games                  | Rival Games                             |
| 2018      | Overkill’s The Walking Dead               | Starbreeze Publishing           | Overkill Software / Skybound Games      |
| 2018-2019 | The Walking Dead: The Final Season        | Telltale Games / Skybound Games | Telltale Games / Skybound Games         |
| 2020      | The Walking Dead: Saints & Sinners        | Skydance Interactive            | Skydance Interactive / Skybound Games   |
| 2021      | Before Your Eyes                          | Skybound Games                  | GoodbyeWorld Games                      |
| 2021      | Rainbow Billy: The Curse of the Leviathan | Skybound Games                  | ManaVoid Entertainment                  |